# Antipériodique
On appelle antipériodique un médicament permettant d'arrêter ou de prévenir les accès des maladies intermittentes, ou périodiques, telles des fièvres intermittentes ou des névralgies.
Le quinina et ses préparations (sels de quinine) se placent en tête des antipériodiques (ou fébrifuges). Viennent ensuite l'acide arsénieux, l'arséniate de soude.